# Charlotte de Curton
Charlotte de Chabannes-Curton, även kallad Gilberte de Chabannes-Curton och Gillette de Corby, född de Vienne 1513, död 1575, var en fransk hovfunktionär.
Hon var underguvernant till Frankrikes barn under Henrik II av Frankrike och Katarina av Medici, och ska ha uppfostrat "sju drottningar och prinsessor". Hennes sista elev var Margareta av Valois, som uppger att de Curton var den som fick henne att hålla fast vid katolicismen när hennes bror den framtida Henrik III av Frankrike försökte övertala henne att konvertera till protestantismen. Efter Margaretas giftermål 1572 blev hon hennes första dame d'honneur, en tjänst hon behöll till sin död. 